# Bakwa-Dishi
Les Bakwa-Dishi (Disho) sont un peuple formant une tribu parmi les nombreuses que compte les Baluba du Kasai de la République démocratique du Congo. Ils habitent le territoire de Miabi, district de Tshilenge au Kasai-Oriental. Leur langue est le tshiluba plus précisément un dialecte souvent dénommé « cikwa-dishi ». Néanmoins, ils appellent leur langue tout simplement « tshiluba ».
| Clans de Bakwa-Dishi                                        | Clans de Bakwa-Dishi                                        | Clans de Bakwa-Dishi                                     | Clans de Bakwa-Dishi                                                                                         |
| ----------------------------------------------------------- | ----------------------------------------------------------- | -------------------------------------------------------- | --- |
| - Bakua-Tshimuna - Bakua-Kande - Bakua-Kasanga - Bakua-kaya | - Bakua-Kayemba - Bakua-Lukanda - Bakua-Mbadi - Bakua-Mbuyi | - Bakua-Mpemba - Bakua-Ndumbi - Bayombo - Bena-Tshimungu | - Bena-Kadiamba, fils aîné de bena Mbayi ci-dessous. - Bena-Kazadi - Bena-Mbayi - Bena-Nyandu - Bena-Kalonji |